# Moonshine Lake
Moonshine Lake är en sjö i Kanada.   Den ligger i provinsen Alberta, i den centrala delen av landet, 3 200 km väster om huvudstaden Ottawa. Moonshine Lake ligger 716 meter över havet. Arean är 0,50 kvadratkilometer. Den sträcker sig 0,9 kilometer i nord-sydlig riktning, och 1,4 kilometer i öst-västlig riktning.
I omgivningarna runt Moonshine Lake växer i huvudsak blandskog. Trakten runt Moonshine Lake är nära nog obefolkad, med mindre än två invånare per kvadratkilometer.